# Štocký stupeň
Štocký stupeň je geomorfologický okrsek tvořící součást Jihlavsko-sázavské brázdy, v jejíž západní části leží. Jde o členitou pahorkatinu. Tvoří ji korideritické ruly a dvojslídné žuly, které vytvářejí ukloněný erozně denudační povrch, jenž je rozčleněn mělkými, širokými údolími na řadu zaoblených hřbetů s plošinami. Povrch je středně zalesněný, převažují smrkové porosty s borovicí a modřínem, méně se vyskytují borové porosty.